# Liste der Monuments historiques in Mongauzy
Die Liste der Monuments historiques in Mongauzy führt die Monuments historiques in der französischen Gemeinde Mongauzy auf.

## Liste der Bauwerke
| Bezeichnung    | Beschreibung              | Standort | Kennzeichnung | Schutzstatus | Datum | Bild |
| -------------- | ------------------------- | -------- | ------------- | ------------ | ----- | ---- |
| Kirche St-Jean | Erbaut im 12. Jahrhundert | (Lage)   | PA00083635    | Inscrit      | 1925  |      |